# Institut national de recherche astronomique de Thaïlande
L'Institut national de recherche astronomique de Thaïlande, (en abrégé NARIT pour l'anglais National Astronomical Research Institute of Thailand) est un institut de recherche relevant du ministère de l'Enseignement supérieur, des Sciences, de la Recherche et de l'Innovation. Ses principales missions sont de réaliser, soutenir et promouvoir le développement de l'astronomie et de l'astrophysique en Thaïlande par la recherche, la sensibilisation du public et des activités éducatives.
Le NARIT a été créé en 2004 sous le nom d'Institut national de recherche astronomique (National Astronomical Research Institute, NARI), un institut gouvernemental statutaire relevant du ministère des Sciences et de la Technologie, pour commémorer le 80e anniversaire du roi Rama IX. Le 27 décembre 2008, le statut du NARIT a été changé en organisation publique gouvernementale à but non lucratif.
L'Observatoire national thaïlandais est la principale installation du NARIT, au sommet de la plus haute montagne de Thaïlande, le Doi Inthanon, dans le parc national de Doi Inthanon, dans le district de Chom Thong, dans la province de Chiang Mai,,,. En 2020, le NARIT a achevé la construction du Radiotélescope national thaïlandais (TNRT), un télescope millimétrique à antenne unique de 40 mètres à antenne parabolique dans le Centre d'étude de développement royal de Huai Hong Khrai, dans le district de Doi Saket, dans la province de Chiang Mai,.

## Contexte

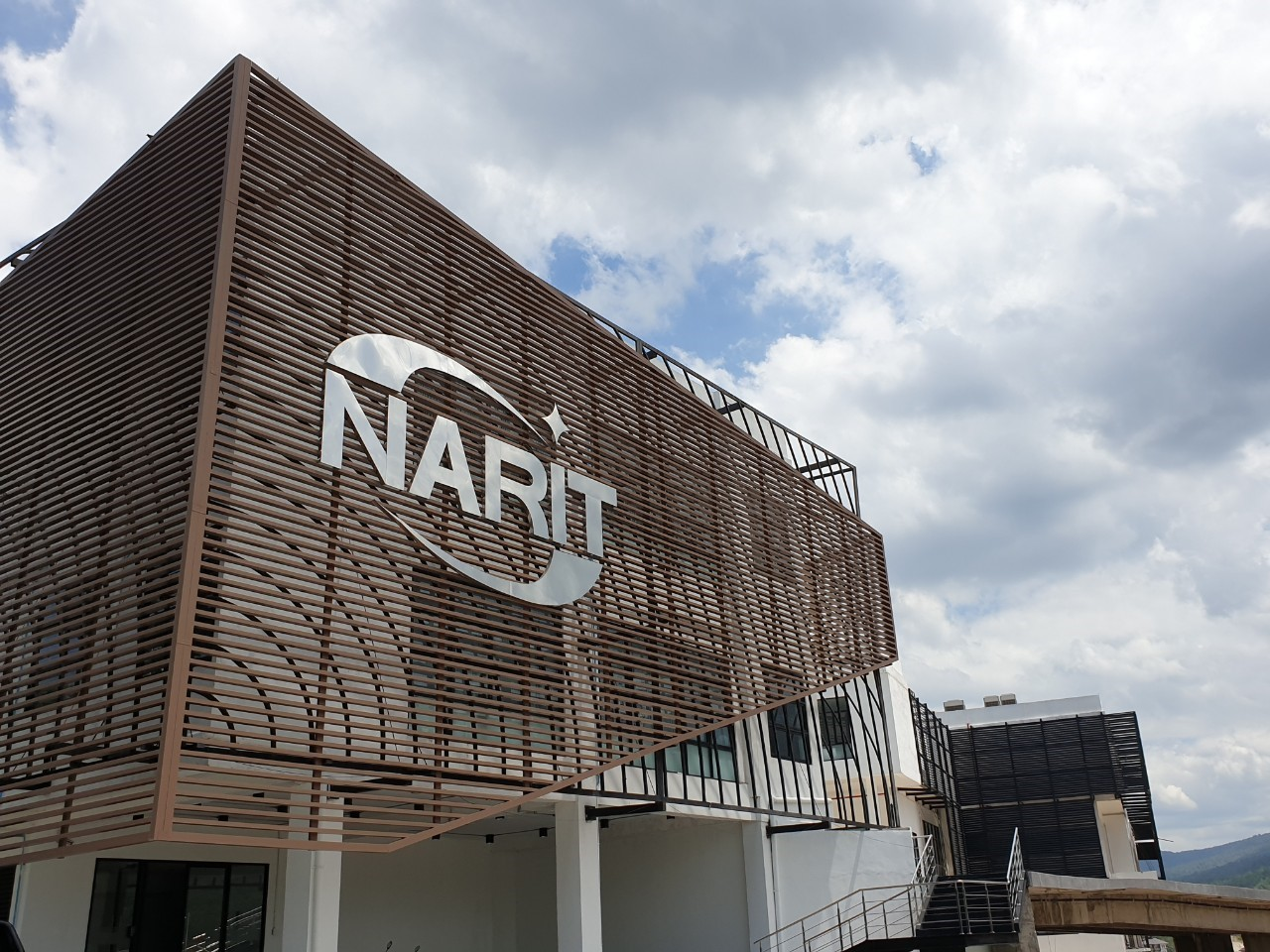
Bâtiment principal du NARIT

Le concept d'un institut national de recherche astronomique a été discuté pour la première fois à l'Assemblée des doyens de la Faculté des sciences des universités thaïlandaises. Le 20 juillet 2004, commémorant le 80e anniversaire de naissance du roi Rama IX en 2007 et marquant le bicentenaire de la vie et de l'oeuvre du roi Rama IV, le « Père de la science thaïlandaise », le gouvernement a approuvé la création de l'Institut national de recherche astronomique de Thaïlande (NARIT), sous la tutelle du ministère des Sciences et de la Technologie. L'institut vise à renforcer non seulement les capacités de recherche et d'enseignement en astronomie et dans les domaines connexes, mais également à assurer qu'une base pour les sciences fondamentales existe pour une technologie appropriée et l'innovation essentielle à une éducation scientifique en astronomie à tous les niveaux, tant formelle qu'informelle. Le statut de l'Institut a été changé en organisme public le 1er janvier 2009, qui est alors devenu le jour de la fondation de l'Institut.

## Vision
Un institut leader en Asie du Sud-Est dans la recherche en astronomie.

## Mission
Explorer une connaissance approfondie de l'univers à travers la recherche scientifique.

## Fonctions
1. Mener des recherches en astronomie et dans des domaines connexes
2. Construire les infrastructures de recherche en astronomie
3. Établir des réseaux internationaux et nationaux de recherche et de coopération universitaire en astronomie
4. Poursuivre le transfert de connaissances et de technologies dans le domaine de l'astronomie

## Recherche et développement
La recherche astronomique au NARIT s'étend de l'étude du système solaire à l'astronomie galactique, à l'astrophysique extragalactique et à la cosmologie. Les travaux de recherche soutenus et encouragés par l'institut peuvent être divisés en 4 domaines :
1. Impact de l'espace sur la Terre et l'Homme
2. Comprendre la physique de l'univers
3. L'étude des exoplanètes et la recherche de signes de vie en dehors du système solaire

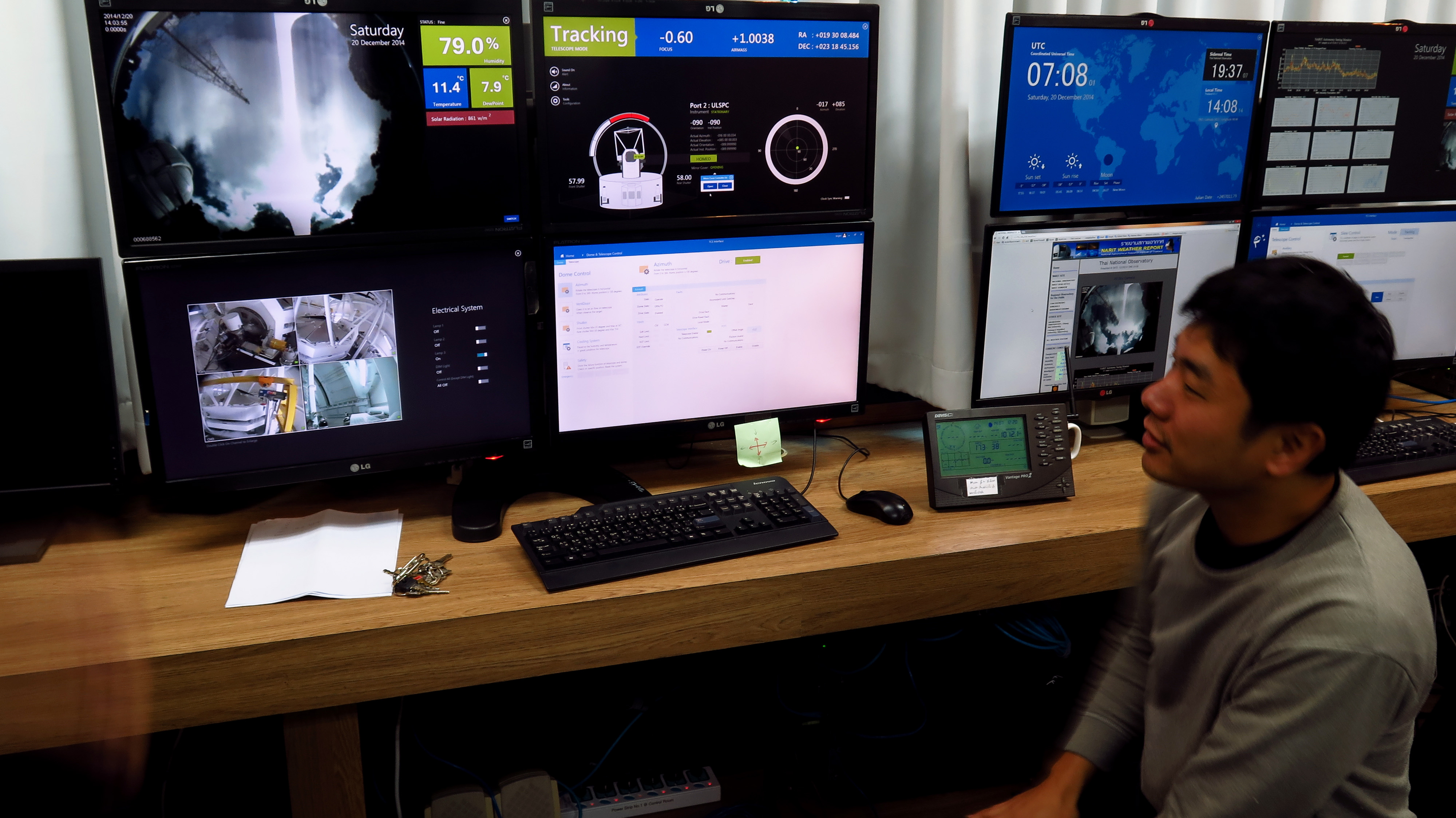
Un employé du NARIT explique les principes de fonctionnement du télescope.

4. Comprendre l'origine du cosmos